# Festival Internacional de Música de Cine de Tenerife
El Festival Internacional de Música de Cine de Tenerife, también conocido como FIMUCITÉ, es un festival desarrollado en Santa Cruz de Tenerife (Tenerife, Canarias, España) creado en 2007 por el compositor y director de orquesta Diego Navarro y la producción ejecutiva de Ana Molowny. Se trata de un encuentro anual entre aficionados a la música y profesionales del cine, como productores, directores y compositores. Este festival, a día de hoy el más antiguo del género,  se desarrolla cada verano con la colaboración del Cabildo de Tenerife, el Ayuntamiento de Santa Cruz y el Gobierno de Canarias. FIMUCITÉ es hoy en día un referente de nivel internacional para la celebración de eventos destinados a la difusión de la música para películas, por la ubicación geográfica de las islas, entre Europa y el continente americano, en concreto con la industria cinematográfica de Estados Unidos.
A lo largo del festival, que suele tener un tema central o eje conductor, se celebran conciertos de variado formato, desde sinfónicos con la Orquesta Sinfónica de Tenerife y el Tenerife Film Choir, creado por FIMUCITÉ, a otras formaciones y ensembles como la Pop Culture Band de FIMUCITÉ. Durante el festival también se desarrollan otras actividades como proyección de películas en cine de verano y la FIMUCITÉ FILM SCORING ACADEMY, con clases magistrales, conferencias y mesas redondas, abiertas al público, en las que tanto profesionales del cine, como compositores y críticos especializados comparten sus bagajes, trayectorias y experiencias en el mundo de la música para el cine.

## Primera edición (2007)
La primera edición del festival tuvo lugar del 9 al 15 de julio de 2007 en la que se desarrollaron varias conferencias y dos conciertos entre los diferentes espacios destinados para ello: Cine Víctor, Teatro Guimerá y el Auditorio de Tenerife.
Los compositores invitados en esta primera edición fueron:
- Mychael Danna (Capote, Hulk, Being Julia)
- Sean Callery (Nikita, 24)
- Ángel Illarramendi (Los Borgia, El hijo de la novia)
- Don Davis (Parque Jurásico III, Matrix)
- Diego Navarro (Mira la Luna, Puerta del Tiempo, Óscar. Una pasión surrealista)

## Segunda edición (2008)
Fimucité 2008 tuvo lugar la semana del 23 al 29 de junio de 2008 desarrollándose en el Teatro Guimerá, el Auditorio de Tenerife y el Espacio Cultural CajaCanarias. Este año el festival amplió su oferta de actividades organizando 4 conciertos; tres a cargo de la Tenerife Film Orchestra & Choir, y uno a cargo de la banda del Conservatorio Profesional de Música de Santa Cruz de Tenerife. También se realizaron actividades paralelas a éstos conciertos.

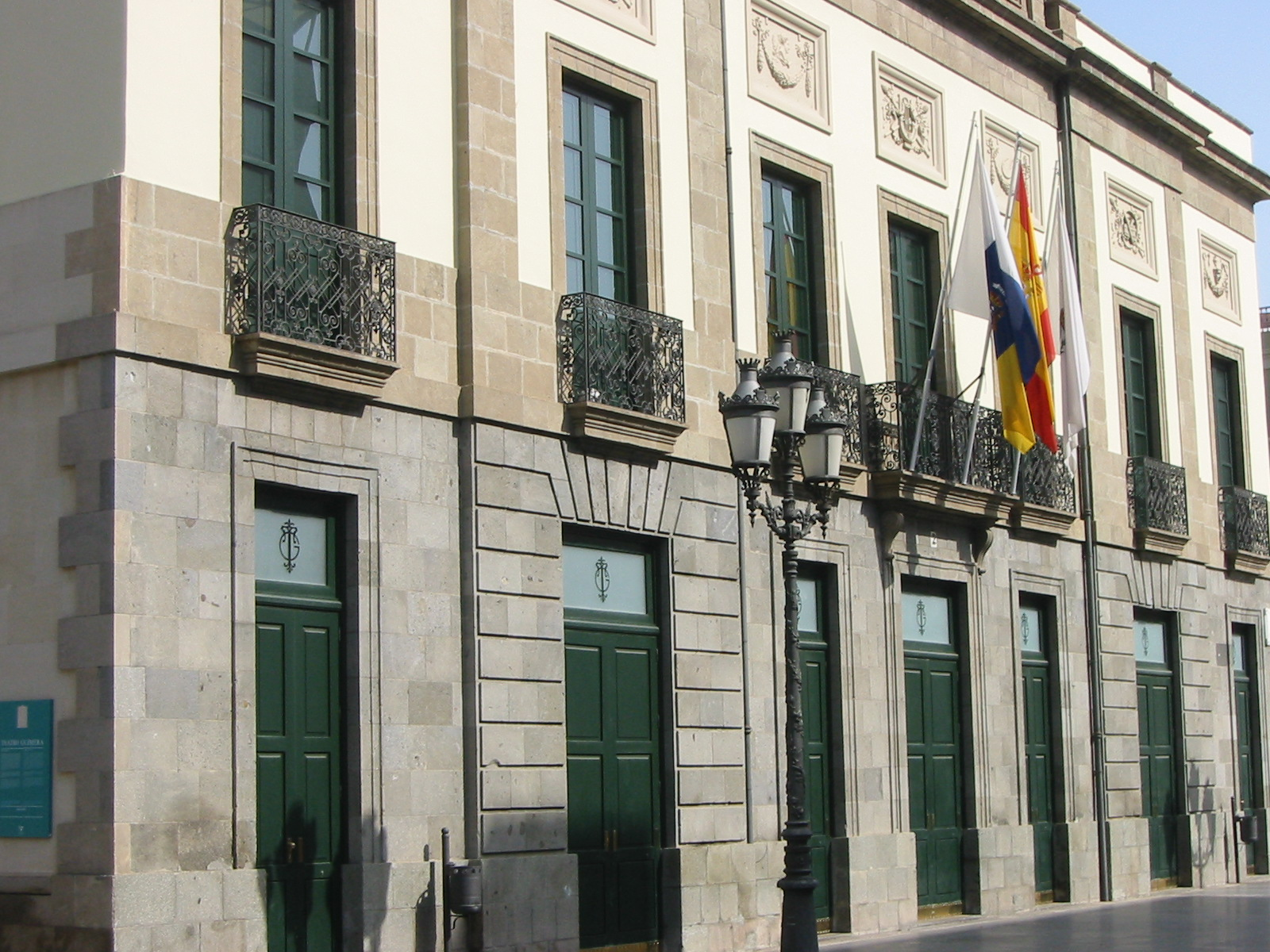
Teatro Guimerá.

Los compositores invitados a Fimucité 2008 fueron:
- Ramin Djawadi (Blade: Trinity, Prison Break, Iron Man)
- John Frizzell (13 fantasmas, Ghost Ship, Alien: Resurrección)
- Reihhold Heil y Johnny Kilmek (Retratos de una obsesión, remake americano de Chakushin Ari/Llamada perdida, 2003)
- Joel McNeely (Regreso a Nunca Jamás, Velocidad Terminal)
- Trevor Rabin (Deep Blue Sea, Armageddon (película), las dos partes de La búsqueda)
- Tom Tykwer (Corre, Lola, corre)
- Fernando Velázquez (El orfanato)
- Christopher Young (Spider-Man 3, Ghost Rider)

## Tercera edición (2009)
Esta edición, celebrada del 20 al 26 de julio de 2009, contó con el Auditorio de Tenerife, el Teatro Leal, el TEA (Tenerife Espacio de las Artes) y los multicines Renoir Price como escenarios. El programa constó de 6 conciertos, así como de una serie de actividades paralelas como proyecciones y conferencias. El motivo central alrededor del que giró el festival fue el 30 aniversario del estreno de Alien, el octavo pasajero (1979) de Ridley Scott. Además, se publicó para la ocasión la obra titulada Alien: La sinfonía biomecánica, libro que recogía la historia de la banda sonora de esta clásica saga de la ciencia ficción.
Las proyecciones de toda la saga de "Allien" y las conferencias organizadas como actividades paralelas a cargo de Nancy Kanutsen, presidenta de la Asociación americana de Compositores (ASCAP) en el apartado de música para cine y televisión y, Robert Townson, productor discográfico y vicepresidente del sello especializado en música de cine "Varese Sarabande", entre otros, se desarrollaron en el salón de actos del TEA. 
Los compositores invitados a Fimucité 2009 fueron:
- Joel McNeely (Los Vengadores, Air Force One, Lilo y Stitch 2).
- John Ottman (Superman Returns, Los 4 Fantásticos, X-Men 2).
- Mark Snow (The X-Files, Smallville, Entre fantasmas).
- Jan A. P. Kaczmarek (Descubriendo Nunca Jamás, Infiel).
- Clint Mansell (The Hole, Asesinato... 1-2-3, Sahara).

## Premios FIMUCITÉ Antón García Abril
El festival entrega cada año el premio a los autores más destacados de la música para cine y televisión. El último en recogerlo con el nombre de "Premio FIMUCITÉ" fue Antón García Abril el 11 de julio de 2014. Al día siguiente se entregaron los restantes premios de la misma edición con su nuevo nombre en honor a este Maestro.